# Mesochorus zonatus
Mesochorus zonatus là một loài tò vò trong họ Ichneumonidae.